# Selbstkontrolle der Illustrierten
Die Selbstkontrolle der Illustrierten (gegründet 1957) war ein Arbeitskreis, bestehend aus Verlegern und Chefredakteuren deutscher Illustriertenzeitschriften (u. a. Stern und Quick), der in erster Linie der Wahrung des Jugendschutzes dienen sollte. Dem Arbeitskreis war ein Beirat angegliedert, der aus Vertretern der Kirchen und von Jugend- und Familienorganisationen bestand. Angesichts geringer Akzeptanz und erheblicher Kritik aus Pressekreisen (Vorwurf der Selbstzensur) wurde der Arbeitskreis 1971 wieder aufgelöst.